# 阿剌真
阿剌真别吉（Alajin Beki，?—?），元朝公主，是窝阔台的女儿。
成吉思汗之女也立安敦被许嫁高昌回鹘亦都护巴而术·阿而忒·的斤，但没有出嫁，也立安敦就死了。过了些时候，窝阔台又将阿剌真下嫁与巴而术，但在把阿剌真送给巴而术之前，巴而术已不在人世。窝阔台又把女儿阿剌真公主嫁给了巴而术的儿子怯失迈失。怯失迈失成为第一位真正与蒙古皇室通婚的亦都护。怯失迈失不久就去世了，阿剌真公主与怯失迈失的婚姻也很短暂。因为怯失迈失娶了窝阔台之女，他弟弟萨仑·的斤死心塌地支持窝阔台系。